# Guatteria slateri
Guatteria slateri är en kirimojaväxtart som beskrevs av Paul Carpenter Standley. Guatteria slateri ingår i släktet Guatteria och familjen kirimojaväxter. Inga underarter finns listade i Catalogue of Life.